# 132 a.C.

## Eventos
- Públio Popílio Lenas e Públio Rupílio, cônsules romanos.
- Quarto e último ano da Primeira Guerra Servil, na Sicília, liderada Euno, um escravo. 
  - Públio Rupílio vence as forças rebeldes e celebra um triunfo em Roma.
- 162a olimpíada: Damão de Delfos, vencedor do estádio.[1]